# Bezzia murina
Bezzia murina är en tvåvingeart som beskrevs av Jean-Jacques Kieffer 1921. Bezzia murina ingår i släktet Bezzia och familjen svidknott.
Artens utbredningsområde är Taiwan. Inga underarter finns listade i Catalogue of Life.